# Rabin
Rabin (v klasični hebrejščini רִבִּי ribbi; v moderni hebrejščini רַבִּי rabbi) je človek z visoko avtoriteto v judovstvu. V judovski kulturi rabin poučuje judovstvo, svetuje in ima vlogo zdravnika.

## Vloge rabina
Rabini so v judovskih skupnostih odgovorni za versko izobrazbo mladih, saj imajo opravljen temeljit študij Tore. Poznajo vseh 613 Talmudskih zakonov in imajo v skupnostih vlogo osrednjega svetovalca.
Za razliko od katoliških duhovnikov, ti ne opravljajo ali vodijo verskih obredov. Pomembni socialni dogodki, kot so poroke, pogrebi in Bar-mitzve, lahko minejo brez navzočnosti rabina. Edini pravni dogodki, ki zahtevajo navzočnost rabina, so ločitve in odločbe na rabiškem sodišču. Nekatere judovske skupnosti rabina priznavajo kot posredno osebo med Bogom in Judi.

## Ženske kot rabinke
Judovski zakonik ne omenja poklica rabina v povezavi z žensko. Kljub temu kodeksi danes ženskam omogočajo delovati kot rabinke, enakovredno kot moškim.
Iz judovske zgodovine je sicer znanih več posameznih primerov, ko je mesto rabina opravljala ženska, čeprav se je slednje stoletja nazaj štelo za neprimerno. Prva ženska je bila posvečena v Nemčiji leta 1935. Od leta 1972, ko so reformirani Judje ženskam tudi uradno pravico rabinovanja, je bilo do leta 2007 posvečenih 520 žensk, največ v Izraelu in ZDA.